# German American Bund
El German American Bund o German American Federation (en alemán: Amerikadeutscher Bund; Amerikadeutscher Volksbund, AV) (en español: Federación Germano Estadounidense) fue un movimiento de inspiración nazi fundado en 1936 en Estados Unidos como entidad sucesora de la organización Amigos de la Nueva Alemania. Sostenido financieramente por el gobierno de la Alemania nazi, el movimiento tenía como objetivo difundir los ideales nacionalsocialistas en el país norteamericano, especialmente entre la comunidad germano-estadounidense.
Para 1939 el movimiento superaba los 20 000 miembros,  pero tras varias investigaciones judiciales a sus líderes, el número de afiliados decreció rápidamente y fue finalmente disuelto con la entrada de Estados Unidos en la Segunda Guerra Mundial.